# Sphaerocodon
Sphaerocodon là chi thực vật có hoa trong họ Apocynaceae.